# Liste der Baudenkmale in Gielow
In der Liste der Baudenkmale in Gielow sind alle denkmalgeschützten Bauten der Gemeinde Gielow (Mecklenburg-Vorpommern) und ihrer Ortsteile aufgelistet. Grundlage ist die Veröffentlichung der Denkmalliste des Landkreises Mecklenburgische Seenplatte (Auszug) vom 20. Januar 2017.

## Legende
In den Spalten befinden sich folgende Informationen:
- ID-Nr: Die Nummer wird von den Denkmalämtern der Landkreise vergeben. Wenn sie nicht bekannt ist, bleibt die Spalte leer. In dieser Spalte kann sich zusätzlich das Wort Wikidata befinden, der entsprechende Link führt zu Angaben zu diesem Denkmal bei Wikidata.
- Lage: die Adresse des Denkmales und die geographischen Koordinaten.
Link zu einem Kartenansichtstool, um Koordinaten zu setzen. In der Kartenansicht sind Denkmale ohne Koordinaten mit einem roten bzw. orangen Marker dargestellt und können in der Karte gesetzt werden. Denkmale ohne Bild sind mit einem blauen bzw. roten Marker gekennzeichnet, Denkmale mit Bild mit einem grünen bzw. orangen Marker.
- Bezeichnung: Bezeichnung, so wie sie in den offiziellen Listen der Denkmalämter steht. Ein Link hinter der Bezeichnung führt zum Wikipedia-Artikel über das Denkmal. Wenn die Bezeichnung der Denkmalämter inhaltlich fehlerhaft ist, ist in der Spalte „Beschreibung“ darauf hinzuweisen.
- Beschreibung: Beschreibung des Denkmales
- Bild: ein Bild des Denkmales und gegebenenfalls einen Link zu weiteren Fotos des Denkmals im Medienarchiv Wikimedia Commons

## Baudenkmale nach Ortsteilen

### Gielow
| ID  | Lage                               | Bezeichnung                 | Beschreibung | Bild                    |
| --- | ---------------------------------- | --------------------------- | ------------ | ----------------------- |
| 387 | Am Bornbruch 2, 4                  | Bahnhof                     |              | Weitere Bilder          |
| 388 | Am Bornbruch 6, 8                  | Wohn- und Geschäftshaus     |              | Wohn- und Geschäftshaus |
| 389 | August-Bebel-Straße 16, 18         | Katen                       |              |                         |
| 390 | Hinrichsfelder Straße 5            | Wohnhaus mit                |              |                         |
| 390 |                                    | Werkstatt (Schmiede)        |              |                         |
| 391 | Hinrichsfelder Straße 18           | Wohnhaus mit                |              |                         |
| 391 |                                    | Wirtschaftsgebäude          |              |                         |
| 394 | Straße der Einheit 44, 46          | Wohnhaus und                |              |                         |
| 394 | Straße der Einheit 48              | Werkstattgebäude (Schmiede) |              |                         |
| 395 | Straße der Einheit 51              | Wohnhaus                    |              |                         |
| 396 | Straße der Einheit 60              | Pfarrhaus mit               |              |                         |
| 396 |                                    | Scheune                     |              |                         |
| 392 | Straße der Einheit 62              | Kirche mit                  |              | Weitere Bilder          |
| 392 | Straße der Einheit 62              | Feldsteintrockenmauer       |              |                         |
| 392 |                                    | Friedhofsportal             |              |                         |
| 393 | Straße der Einheit (an der Kirche) | Kriegerdenkmal 1914/18      |              |                         |
| 397 | Straße der Einheit 76              | Wohnhaus (Holzhaus)         |              |                         |
| 398 | Gielow Ausbau 1                    | Bauernhaus                  |              |                         |

### Gielow Abbaue
- Gielow Abbaue 1, Bauernhaus

### Gielower Mühle
| ID  | Lage           | Bezeichnung     | Beschreibung | Bild            |
| --- | -------------- | --------------- | ------------ | --------------- |
| 399 | Gielow-Mühle 1 | Wassermühle mit |              | Wassermühle mit |
| 399 |                | Wassertor       |              |                 |
| 399 |                | Staubecken      |              |                 |

### Christinenhof
| ID  | Lage                     | Bezeichnung      | Beschreibung | Bild         |
| --- | ------------------------ | ---------------- | ------------ | ------------ |
| 201 | Christinenhof 7, 8       | Landarbeiterhaus |              |              |
| 202 | Christinenhof 9, 10      | Landarbeiterhaus |              |              |
| 203 | Christinenhof 11         | Schnitterkaserne |              |              |
| 204 | Christinenhof 19, 20, 21 | Gutshaus mit     |              | Gutshaus mit |
| 204 | Christinenhof 21         | Pferdestall und  |              |              |
| 204 | Christinenhof 19         | Stall            |              |              |

### Liepen
| ID  | Lage              | Bezeichnung               | Beschreibung | Bild                      |
| --- | ----------------- | ------------------------- | --- | ------------------------- |
| 635 | Liepen 4, 5       | Gutshaus mit              | Neobarocker20. J |                           |
| 635 |                   | Garten                    | |                           |
| 635 |                   | Brunnen                   | |                           |
| 636 | Liepen 32 (Karte) | Anlage der Wasserburg mit | Barocker, 1-gesch. Putzbau von um 1700 mit Krüppelwalm, 30 Meter breiter und bis zu 3 Meter tiefer Burggraben; Gut der Familie von Hahn (ab 1337). | Anlage der Wasserburg mit |
| 636 |                   | Gutshaus                  | |                           |
| 636 |                   | Graben und                | |                           |
| 636 | Liepen 11         | Park                      | |                           |
| 634 | Liepen 28         | Scheune                   | |                           |

## Quelle
- Karte der Baudenkmale im Geoportal des Landkreises